# 多環油鯰
多環油鯰，為輻鰭魚綱鯰形目長鬚鯰科的其中一種，分布於南美洲巴西的淡水流域，體長可達19.8公分，棲息在沙石底質、水質混濁的溪流，屬肉食性，生活習性不明。

## 擴展閱讀
維基物種上的相關：多環油鯰